# SC Konstanz-Wollmatingen
Der SC Konstanz-Wollmatingen e. V. (offiziell Sport Club Konstanz-Wollmatingen eingetragener Verein; kurz: SCKW) ist ein Sport- und Fußballverein aus dem baden-württembergischen Konstanz. In der Hauptsportart Fußball gehört er dem Südbadischen Fußballverband (SBFV) an. Er wurde am 25. Juni 2012 nach der Fusion der beiden Konstanzer Vereine FC Konstanz 1900 VfR e. V. und FC Wollmatingen 09 e. V. in das Vereinsregister eingetragen. Der SC Konstanz-Wollmatingen unterhält sieben Abteilungen: Fußball Männer, Fußball Frauen mit Juniorinnen, Fußball Junioren („Team Frichtle“), Tischtennis, Gymnastik, Lacrosse und American Football. Die Abteilung Ringtennis löste sich 2019 nach 63 erfolgreichen Jahren auf (insgesamt 53 deutsche Meistertitel; davon 1969 sieben deutsche Meistertitel sowie 1994, 1995, 1996 und 1997 Deutsche Jugend-Mannschaftsmeisterschaft; Ausrichter der Deutschen Ringtennis-Meisterschaft 1972 und 2000 am Strandbad Horn). Der Verein hat rund 1.500 Mitglieder.

## Vorgängervereine

### FC Konstanz

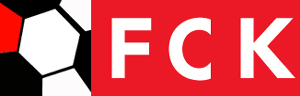
Ehemaliges Vereinswappen des FC Konstanz von 2009 bis zur Fusion 2012

#### Ursprungsvereine 1900
Gymnasiasten gründeten am 1. Juli 1900 den FC Constantia sowie am 10. Juli desselben Jahres den FC Germania. Nachdem es beim FC Germania kriselte, beschlossen beide Vereine eine Fusion zum Fußballclub Konstanz. Ein Jahr später schloss man sich mit der Schülermannschaft der Oberrealschule zum SV Konstanz zusammen. 1905 gab es wieder eine Fusion, diesmal mit dem 1904 gegründeten Schlagball-Club Konstanz. Der neue Fußball- und Athletikverein Konstanz bot neben Fußball nun auch Schlagball und Leichtathletik an. Kurz danach entstanden neben dem FC Konstanz und dem FC Kreuzlingen in Singen, Radolfzell und anderen Orten neue Fußballvereine. Ende 1909 beschloss der Verein eine Namensänderung in Fußball-Club Konstanz 1900. Nach dem Ersten Weltkrieg ruhte das Vereinsleben bis zur ersten Versammlung am 1. Februar 1919. Eine geplante Fusion mit dem VfR Konstanz wurde 1932 von der Generalversammlung des FC Konstanz abgelehnt.
Im August 1933, im Rahmen der abgestrebten Zusammenlegung von Vereinen des Deutschen Reichsbundes für Leibesübungen, fusionierten die die Vereine FCK 1900 und VfR Konstanz zur SpVgg Konstanz. Nachdem ein Jahr später, im August 1934, nach einer Generalversammlung der Vereinsname in FCK 1900 Konstanz geändert wurde, traten die vormaligen VfR-Mitglieder bereits im September desselben Jahres aus und gründeten den VfR Konstanz neu.

#### VfR Konstanz
Entstanden ist der Verein für Rasensport Konstanz am 22. Juni 1919. Eine geplante Verschmelzung mit dem FC Konstanz kam 1932 zunächst nicht zustande, wurde im Jahr darauf dann doch vollzogen und löste sich schließlich ein weiteres Jahr später wieder. 1938 suchte der VfR wieder einen Zusammenschluss mit dem Stadtrivalen. Da aber der FCK Schulden hatte und diese vorher tilgen sollte, kam es nicht dazu. Im ersten Kriegsjahr, der Saison 1939/40, gehörte VfR ein Jahr lang der Gauliga Baden an, die durch die Umstände bedingt allerdings in fünf Staffeln aufgeteilt war. Ab Februar 1943 nahm der VfR nicht mehr an Verbandsspielen teil.

#### Verein ab 1945
Am 14. Dezember 1945 kam es zur Wiederbelebung des Fußball-Club Konstanz 1900 e. V., und am 25. Dezember 1945 folgte das erste Spiel beim FC 08 Villingen, welches 7:2 für die Villinger ausging. Wegen der Neuorganisation des Fußballsports musste ein neuer Verein gegründet werden. Im St. Johann wurde am 22. Juni 1946 der VfL Konstanz gegründet. Den heutigen Vereinsnamen Fußballclub Konstanz 1900 Verein Für Rasenspiele e. V. bekam der Klub auf der Jahreshauptversammlung am 14. Mai 1953.

#### Historische Erfolge (Fußball)
1952 und 1955 nahm der FC Konstanz an den Deutschen Amateurmeisterschaften teil, schied aber in der Gruppenphase aus dem Wettbewerb aus. In der Saison 1956/57 wurde der Verein südbadischer Amateurmeister. In den Jahren 1948/49 (als VfL Konstanz), 1961/62, 1963/64 und 1964/65 wurde der FC Konstanz Südbadischer Pokalsieger. In den Spielzeiten 1977/78 sowie 1978/79 qualifizierten sich die Südbadener für die erste Hauptrunde im DFB-Pokal, schieden aber gegen Alemannia Aachen (0:2) und Eintracht Frankfurt (1:6) aus.
Bis 1960 spielte der Verein in der Amateurliga Südbaden, in der man 1957 Meister wurde. 1960 wechselte der FC Konstanz in die 1. Amateurliga Schwarzwald-Bodensee. Nach dem Abstieg in die 2. Amateurliga Südbaden in der Saison 1972/73 wechselte der FCK nach dem direkten Wiederaufstieg in die Amateurliga Südbaden zurück. Diese wurde 1978 durch die Einführung der Oberliga Baden-Württemberg in Verbandsliga Südbaden umbenannt und um eine Spielklasse herabgestuft. In der Saison 1979/80 stieg der FC Konstanz als 15. in die fünftklassige Landesliga Südbaden ab. 1987 gelang der Wiederaufstieg in die Verbandsliga. 1990 und 1992 stiegen die Konstanzer in die Landesliga ab und 1994/95 stiegen sie erstmals in die damals siebtklassige Bezirksliga Bodensee ab. Nach dem direkten Wiederaufstieg spielte man fünf Jahre lang in der Landesliga, bevor 2001 der Aufstieg in die Verbandsliga Südbaden gelang. Auf den Abstieg in die Landesliga folgte im Sommer 2008 der direkte Wiederaufstieg in die Verbandsliga. Durch die Einführung der 3. Liga blieb der Verein aber trotzdem sechstklassig. Nach dem 2010 folgenden Abstieg in die Landesliga wurde der FC Konstanz in die heute achtklassige Bezirksliga Bodensee „durchgereicht“. In der Saison 2011/12, der letzten Saison als FC Konstanz, wurde der Verein Meister der Bezirksliga Bodensee und stieg damit wieder in die Landesliga auf. 2022/23 setzte man sich als Vizemeister in der anschließenden Aufstiegsrunde gegen den FV Herbolzheim und VfB Bühl durch und feierte den Aufstieg in die Verbandsliga. Am Ende der Saison 2023/24 musste man jedoch wieder absteigen, nachdem man diese auf Platz 15 beendet hatte.

#### Saisonbilanzen (Fußball Männer)

##### 1963 bis 2000
| Saison    | Liga                                | Ebene | Platz |
| --------- | ----------------------------------- | ----- | ----- |
| 1963/64   | 1. Amateurliga Schwarzwald-Bodensee | 3     | 15.   |
| 1964/65   | 2. Amateurliga Südbaden Süd         | 4     | 01.   |
| 1965/66   | 1. Amateurliga Schwarzwald-Bodensee | 3     | 11.   |
| 1966/67   | 1. Amateurliga Schwarzwald-Bodensee | 3     | 06.   |
| 1967/68   | 1. Amateurliga Schwarzwald-Bodensee | 3     | 14.   |
| 1968/69   | 2. Amateurliga Südbaden Süd         | 4     | 01.   |
| 1969/70   | 1. Amateurliga Schwarzwald-Bodensee | 3     | 07.   |
| 1970/71   | 1. Amateurliga Schwarzwald-Bodensee | 3     | 12.   |
| 1971/72   | 1. Amateurliga Schwarzwald-Bodensee | 3     | 10.   |
| 1972/73   | 1. Amateurliga Schwarzwald-Bodensee | 3     | 14.   |
| 1973/74   | 2. Amateurliga Südbaden Süd         | 4     | 01.   |
| 1974/75   | Amateurliga Südbaden                | 3     | 05.   |
| 1975/76   | Amateurliga Südbaden                | 3     | 09.   |
| 1976/77   | Amateurliga Südbaden                | 3     | 09.   |
| 1977/78   | Verbandsliga Südbaden               | 3     | 14.   |
| 1978/79   | Verbandsliga Südbaden               | 4     | 14.   |
| 1979/80   | Verbandsliga Südbaden               | 4     | 15.   |
| 1980/81   | Landesliga Südbaden                 | 5     | 04.   |
| 1981/82   | Landesliga Südbaden                 | 5     | 02.   |
| 1982/83   | Landesliga Südbaden                 | 5     | 04.   |
| 1983/84   | Landesliga Südbaden                 | 5     | 06.   |
| 1984/85   | Landesliga Südbaden                 | 5     | 02.   |
| 1985/86   | Landesliga Südbaden                 | 5     | 09.   |
| 1986/87   | Landesliga Südbaden                 | 5     | 01.   |
| 1987/88   | Verbandsliga Südbaden               | 4     | 10.   |
| 1988/89   | Verbandsliga Südbaden               | 4     | 13.   |
| 1989/90   | Verbandsliga Südbaden               | 4     | 16.   |
| 1990/91   | Landesliga Südbaden                 | 5     | 01.   |
| 1991/92   | Verbandsliga Südbaden               | 4     | 16.   |
| 1992/93   | Landesliga Südbaden                 | 5     | 11.   |
| 1993/94   | Landesliga Südbaden                 | 5     | 08.   |
| 1994/95   | Landesliga Südbaden                 | 6     | 15.   |
| 1995/96   | Landesliga Südbaden                 | 6     | 09.   |
| 1996/97   | Landesliga Südbaden                 | 6     | 05.   |
| 1997/98   | Landesliga Südbaden                 | 6     | 13.   |
| 1998/99   | Landesliga Südbaden                 | 6     | 14.   |
| 1999/2000 | Landesliga Südbaden                 | 6     | 11.   |

##### 2000 bis 2024
| Saison  | Liga                           | Ebene | Platz |
| ------- | ------------------------------ | ----- | ----- |
| 2000/01 | Landesliga Südbaden, Staffel 3 | 6     | 01.   |
| 2001/02 | Verbandsliga Südbaden          | 5     | 04.   |
| 2002/03 | Verbandsliga Südbaden          | 5     | 10.   |
| 2003/04 | Verbandsliga Südbaden          | 5     | 06.   |
| 2004/05 | Verbandsliga Südbaden          | 5     | 09.   |
| 2005/06 | Verbandsliga Südbaden          | 5     | 07.   |
| 2006/07 | Verbandsliga Südbaden          | 5     | 14.   |
| 2007/08 | Landesliga Südbaden, Staffel 3 | 6     | 01.   |
| 2008/09 | Verbandsliga Südbaden          | 6     | 07.   |
| 2009/10 | Verbandsliga Südbaden          | 6     | 16.   |
| 2010/11 | Landesliga Südbaden, Staffel 3 | 7     | 13.   |
| 2011/12 | Bezirksliga Bodensee           | 8     | 01.   |
| 2012/13 | Landesliga Südbaden, Staffel 3 | 7     | 12.   |
| 2013/14 | Landesliga Südbaden, Staffel 3 | 7     | 2.    |
| 2014/15 | Landesliga Südbaden, Staffel 3 | 7     | 3.    |
| 2015/16 | Landesliga Südbaden, Staffel 3 | 7     | 4.    |
| 2016/17 | Landesliga Südbaden, Staffel 3 | 7     | 14.   |
| 2018/19 | Bezirksliga Bodensee           | 8     | 4.    |
| 2019/20 | Bezirksliga Bodensee           | 8     | 3.    |
| 2020/21 | Bezirksliga Bodensee           | 8     | 3.    |
| 2021/22 | Bezirksliga Bodensee           | 8     | 4.    |
| 2022/23 | Landesliga Südbaden, Staffel 3 | 7     | 2.    |
| 2023/24 | Verbandsliga Südbaden          | 6     | 15.   |

Anmerkung: Grün unterlegte Spielzeiten kennzeichnen einen Aufstieg, rot unterlegte Spielzeiten einen Abstieg.

#### Saisonbilanzen (Fußball Frauen)
Im Herbst 2002 wurde das erste Frauenteam beim FC Konstanz gegründet. Ab 2003 gab es Mädchenteams im Bereich der B- und C-Jugend. Ab dem Frühjahr 2004 wurde die Mädchenarbeit kontinuierlich ausgebaut, so dass der FCK ab der Saison 2007/2008 in allen Altersklassen der D- bis B-Juniorinnen vertreten war. Die B-Juniorinnen spielten in der letzten Saison als FC Konstanz (2011/2012) in der Landesliga Südbaden Staffel 2.

##### FC Konstanz
| Saison  | Liga                          | Ebene | Platz | Punkte | Tore   |
| ------- | ----------------------------- | ----- | ----- | ------ | ------ |
| 2002/03 | unbekannt                     | -     | -     | -      | 00-    |
| 2003/04 | Bezirksliga Bodensee          | 6*    | 02.   | 39     | 107:17 |
| 2004/05 | Bezirksliga Bodensee          | 7     | 01.   | 39     | 070:08 |
| 2005/06 | Landesliga Südbaden           | 6     | 10.   | 21     | 027:47 |
| 2006/07 | Landesliga Südbaden Staffel 2 | 6     | 04.   | 24     | 034:33 |

- In der Saison 2003/2004 gab es bei den Frauen noch keine 2. Bundesliga, diese wurde erst zur Saison 2004/2005 eingeführt.

##### SGFC/DJK Konstanz
| Saison  | Liga                          | Ebene | Platz | Punkte | Tore  |
| ------- | ----------------------------- | ----- | ----- | ------ | ----- |
| 2007/08 | Landesliga Südbaden Staffel 2 | 6     | 04.   | 26     | 39:23 |
| 2008/09 | Landesliga Südbaden Staffel 2 | 6     | 01.   | 49     | 76:27 |
| 2009/10 | Verbandsliga Südbaden         | 5     | 10.   | 07     | 17:74 |

In der Saison 2008/2009 erreichten die Frauen der SG FC/DJK Konstanz das Halbfinale im Verbandspokal des SBFV, unterlagen dabei aber zuhause dem SC Freiburg II mit 0:2.

##### FC Konstanz
| Saison  | Liga                 | Ebene | Platz | Punkte | Tore  |
| ------- | -------------------- | ----- | ----- | ------ | ----- |
| 2010/11 | Bezirksliga Bodensee | 7     | 7.    | 11     | 19:44 |
| 2011/12 | Bezirksliga Bodensee | 7     | 7.    | 15     | 22:37 |

Anmerkung: Grün unterlegte Spielzeiten kennzeichnen einen Aufstieg, rot unterlegte Spielzeiten einen Abstieg.

### FC Wollmatingen 09

#### Vereinsgründung 1909
Im Sommer 1909 wurde der FC Teutonia gegründet. Nach dem Ersten Weltkrieg begann 1919 ein Neuaufbau des Vereins, der von nun an FC Wollmatingen hieß. Durch die 1934 vollzogene Eingemeindung Wollmatingens zu Konstanz gab es Einschnitte in das Vereinsleben. Während des Zweiten Weltkrieges bildete der Verein zusammen mit dem FC Konstanz eine Notgemeinschaft, die am eingeschränkten Spielbetrieb teilnahm. 1946 wurde der Name des Vereins in SV Wollmatingen geändert, da die französische Besatzung Vereine mit Vorkriegsnamen nicht erlaubte. Zum Namen FC Wollmatingen kehrte man 1954 zurück. Der Bau für die vereinseigene Umkleidekabine, Gaststätte und Personalwohnungen am Fürstenbergsportplatz begann 1961.
Zwei Jahre später stieg der FCW in die 1. Amateurliga auf. 1998 schloss sich der 1967 gegründete SC Fürstenberg Konstanz 1967 e. V. dem FC Wollmatingen 09 an.

#### Saisonbilanzen (Fußball Männer)
| Saison    | Liga                                | Ebene | Platz |
| --------- | ----------------------------------- | ----- | ----- |
| 1963/64   | 1. Amateurliga Schwarzwald-Bodensee | 3     | 17.   |
| 1964/65   | 2. Amateurliga Südbaden Süd         | 4     | 05.   |
| 1965/66   | 2. Amateurliga Südbaden Süd         | 4     | 02.   |
| 1966/67   | 2. Amateurliga Südbaden Süd         | 4     | 04.   |
| 1967/68   | 2. Amateurliga Südbaden Süd         | 4     | 04.   |
| 1968/69   | 2. Amateurliga Südbaden Süd         | 4     | 03.   |
| 1969/70   | 2. Amateurliga Südbaden Süd         | 4     | 04.   |
| 1970/71   | 2. Amateurliga Südbaden Süd         | 4     | 09.   |
| 1971/72   | 2. Amateurliga Südbaden Süd         | 4     | 08.   |
| 1972/73   | 2. Amateurliga Südbaden Süd         | 4     | 15.   |
| 1973/74   | A-Klasse Bodensee                   | 5     | 05.   |
| 1974/75   | A-Klasse Bodensee                   | 5     | 03.   |
| 1975/76   | A-Klasse Bodensee                   | 5     | 09.   |
| 1976/77   | A-Klasse Bodensee                   | 5     | 09.   |
| 1977/78   | A-Klasse Bodensee                   | 5     | 06.   |
| 1978/79   | Bezirksliga Bodensee                | 6     | 01.   |
| 1979/80   | Landesliga Südbaden, Staffel 3      | 5     | 15.   |
| 1980/81   | Bezirksliga Bodensee                | 6     | 16.   |
| 1981/82   | Kreisliga A Bodensee, Staffel 2     | 7     | 13.   |
| 1982/83   | Kreisliga B Bodensee, Staffel 5     | 8     | 01.   |
| 1983/84   | Kreisliga A Bodensee, Staffel 2     | 7     | 06.   |
| 1984/85   | Kreisliga A Bodensee, Staffel 2     | 7     | 01.   |
| 1985/86   | Bezirksliga Bodensee                | 6     | 11.   |
| 1986/87   | Bezirksliga Bodensee                | 6     | 07.   |
| 1987/88   | Bezirksliga Bodensee                | 6     | 05.   |
| 1988/89   | Bezirksliga Bodensee                | 6     | 04.   |
| 1989/90   | Bezirksliga Bodensee                | 6     | 02.   |
| 1990/91   | Bezirksliga Bodensee                | 6     | 15.   |
| 1991/92   | Kreisliga A Bodensee, Staffel 2     | 7     | 03.   |
| 1992/93   | Kreisliga A Bodensee, Staffel 2     | 7     | 01.   |
| 1993/94   | Bezirksliga Bodensee                | 6     | 13.   |
| 1994/95   | Kreisliga A Bodensee, Staffel 2     | 8     | 08.   |
| 1995/96   | Kreisliga A Bodensee, Staffel 2     | 8     | 13.   |
| 1996/97   | Kreisliga A Bodensee, Staffel 2     | 8     | 05.   |
| 1997/98   | Kreisliga A Bodensee, Staffel 2     | 8     | 03.   |
| 1998/99   | Kreisliga A Bodensee, Staffel 2     | 8     | 03.   |
| 1999/2000 | Kreisliga A Bodensee, Staffel 2     | 8     | 01.   |
| 2000/01   | Bezirksliga Bodensee                | 7     | 07.   |
| 2001/02   | Bezirksliga Bodensee                | 7     | 01.   |
| 2002/03   | Landesliga Südbaden, Staffel 3      | 6     | 02.   |
| 2003/04   | Landesliga Südbaden, Staffel 3      | 6     | 10.   |
| 2004/05   | Landesliga Südbaden, Staffel 3      | 6     | 01.   |
| 2005/06   | Verbandsliga Südbaden               | 5     | 13.   |
| 2006/07   | Verbandsliga Südbaden               | 5     | 16.   |
| 2007/08   | Landesliga Südbaden, Staffel 3      | 6     | 16.   |
| 2008/09   | Bezirksliga Bodensee                | 8     | 14.   |
| 2009/10   | Bezirksliga Bodensee                | 8     | 07.   |
| 2010/11   | Bezirksliga Bodensee                | 8     | 04.   |
| 2011/12   | Bezirksliga Bodensee                | 8     | 11.   |

Anmerkung: Grün unterlegte Spielzeiten kennzeichnen einen Aufstieg, rot unterlegte Spielzeiten einen Abstieg.

#### Saisonbilanzen (Fußball Frauen)
| Saison  | Liga                 | Ebene | Platz | Punkte | Tore   |
| ------- | -------------------- | ----- | ----- | ------ | ------ |
| 2010/11 | Kreisliga A Bodensee | 8     | 1.    | 72     | 211:07 |
| 2011/12 | Bezirksliga Bodensee | 7     | 3.    | 21     | 035:40 |

Anmerkung: Grün unterlegte Spielzeiten kennzeichnen einen Aufstieg, rot unterlegte Spielzeiten einen Abstieg.

## SC Konstanz-Wollmatingen

### Vereinsfusion
Nach zweijährigen Fusionsvorbereitungen stimmten die Mitglieder des FC Konstanz und des FC Wollmatingen 09 am 7. März 2012 nacheinander mit einer großen Mehrheit für die Fusion der beiden Vereine. Der daraus folgende Verein, wurde mit der Eintragung in das Vereinsregister, am 25. Juni 2012 Wirklichkeit.
Mit der Fusion wurden die Abteilungen Fußball (Männer) und Fußball (Jugend) beider Vereine jeweils zusammengelegt, wobei die weibliche Fußballjugend von den (allgemeinen) Jugendabteilungen in die neu strukturierte Abteilung Frauen und Juniorinnen überging. Der FC Konstanz brachte zudem die Abteilung Ringtennis, der FC Wollmatingen die Abteilungen Tischtennis und Gymnastik in den neuen Verein ein.

### „Team Frichtle“
Am 26. April 2013 wurde das „Team Frichtle“ als Marke des SC Konstanz-Wollmatingen der Öffentlichkeit präsentiert. Darunter wird insbesondere der Jugendfußball des Vereins vermarktet. Der Launch des „Team Frichtle“ fand in einer Art Flashmob statt, bei dem sich rund 250 Jugendspieler und -spielerinnen mit ihren Eltern von verschiedenen Orten in der Konstanzer Altstadt Flyer verteilend und Fußball spielend sternförmig auf den zentralen Platz, die Markstätte, zubewegten, wo eine Abschlussveranstaltung stattfand, an der auch der Fanfarenzug der gleichnamigen Narrenzunft FZ Frichtle sowie die Fahnenschwinger der Niederburg teilnehmen. Die Kinder trugen schwarze T-Shirts mit dem Motto: „Wir sind Frichtle und das ist gut so“.

### Saisonbilanzen (Fußball)

#### Männer
| Saison  | Liga                           | Ebene | Platz | Punkte | Tore  |
| ------- | ------------------------------ | ----- | ----- | ------ | ----- |
| 2012/13 | Landesliga Südbaden, Staffel 3 | 7     | 10.   | 40     | 48:44 |
| 2013/14 | Landesliga Südbaden, Staffel 3 | 7     | 02.   | 55     | 74:36 |
| 2014/15 | Landesliga Südbaden, Staffel 3 | 7     | 02.   | 59     | 55:27 |
| 2015/16 | Landesliga Südbaden, Staffel 3 | 7     | 03.   | 58     | 55:28 |
| 2016/17 | Landesliga Südbaden, Staffel 3 | 7     | 04.   | 56     | 58:44 |
| 2017/18 | Landesliga Südbaden, Staffel 3 | 7     | 14.   | 25     | 32:46 |

#### Frauen
| Saison  | Liga                           | Ebene | Platz | Punkte | Tore  |
| ------- | ------------------------------ | ----- | ----- | ------ | ----- |
| 2012/13 | Bezirksliga Bodensee           | 7     | 2.    | 26     | 38:22 |
| 2013/14 | Landesliga Südbaden, Staffel 2 | 6     | 6.    | 22     | 26:62 |
| 2014/15 | Landesliga Südbaden, Staffel 2 | 6     | 7.    | 22     | 21:40 |
| 2015/16 | Landesliga Südbaden, Staffel 2 | 6     | 9.    | 01     | 15:68 |
| 2016/17 | Bezirksliga Südbaden           | 7     | 7.    | 17     | 36:56 |
| 2017/18 | Bezirksliga Südbaden           | 7     | 6.    | 22     | 28:47 |

Anmerkung: Grün unterlegte Spielzeiten kennzeichnen einen Aufstieg, rot unterlegte Spielzeiten einen Abstieg.

### Lacrosse
Im Februar 2017 trat der „Konstanz Seagulls Lacrosse e. V.“ (gegr. Febr. 2008) dem SCKW bei. Lacrosse wurde damit die siebte Abteilung des Vereins. In der Saison 2016/2017 spielen sowohl die Frauen als auch die Männer in der jeweiligen „1. Landesliga Baden-Württemberg“.

### American Football
Im Februar 2018 trat die im Aufbau befindliche American-Football-Gruppe "Konstanz Pirates" dem SCKW bei. Entstanden sind die "Pirates" im Sommer 2017 als Studierendengruppe, die zunächst im Rahmen des Hochschulsports der Universität und der HTWG Konstanz trainierte. Nach dem Beitritt der "Pirates" zum SCKW bildet American Football die achte Abteilung des Vereins. Der Einstieg in den Spielbetrieb war für Sommer 2018 geplant.

## Sonstiges (Fußball)

### Spielorte
In der Hauptsportart Fußball trägt die erste Männermannschaft ihre Spiele auf dem im Konstanzer Stadtteil Wollmatingen gelegenen Fürstenbergsportplatz aus. Die Frauen und Juniorinnen halten ihre Spiele auf dem Waldheim Sportplatz (Kunstrasen) im Stadtteil Allmannsdorf ab. In Allmandsorf liegt auch der Spielort der (männlichen) Jugend, der Hockgraben Sportplatz („Frichtle-Arena“).
Das städtische Bodenseestadion wird wegen seiner abgelegenen Lage nur noch als Ausweichsspielort genutzt. Das 1935 errichtete Bodenseestadion wurde 1991/92 saniert und verfügt über 25.000 Plätze, davon 1.200 überdachte und 800 unüberdachte Sitzplätze.

### Events
Im Bodenseestadion findet aktuell vor allem der jährlich seit 2009 im Juni vom SCKW veranstaltete zweitägige Internationale U11-Cup für E-Jugend-Mannschaften (Jungen) statt, sowie 2014 (FC St. Gallen (CH) – VfL Wolfsburg), 2015 (VfB Stuttgart – FC Winterthur (CH)) und 2016 (Doppelspiel: VfB Stuttgart – FC Wohlen (CH)//VfB Stuttgart – FC Wil (CH)) die ebenfalls vom Verein organisierten Vorbereitungsspiele von Profivereinen.
Das 1993 erstmals ausgetragene Internationale U15-Hallenturnier für leistungsorientierte C-Jugend-Mannschaften (Jungen) findet jährlich im Januar in der Schänzle-Sporthalle im Stadtteil Paradies statt.

### Personen
- William Townley, Trainer in den 1920er Jahren
- Alv Riemke, Trainer 1936/37
- Djelaludin Sharityar, ehemaliger Spieler, afghanischer Nationalspieler
- Jens Truckenbrod, spielte in der Jugend beim FCK
- David Fall, spielte in der Jugend des Vorgängervereins FC Wollmatingen 09